# 陈克贵
陈克贵（1980年—），山东省临沂市沂南县人，是中国著名维权律师陈光诚的侄子。
陈克贵是陈光福之子、陈光诚侄子。家族定居于沂南县双堠镇营口村二组（原东师古村）。案发时，陈克贵为营口村二组村民身份。叔叔陈光诚在2012年4月20日（一说4月22日）从东师古村家中逃离软禁。4月26日深夜11时，双堠镇镇长张健带领多名不明身份者闯入陈光诚大哥陈光福家中。陈克贵在遭遇到攻击时持刀将张健和其他人砍伤，陈光福被不明身份者带走。陈克贵报警两个多小时后，亦被当地警方带走。据美國之音报道，沂南县政府网站提到了陈光诚的侄子陈克贵，说他“持刀砍伤当地政府干部及工作人员”，“畏罪潜逃”。此时外界才知道陈光诚已经不在东师古村。
5月，受陈克贵妻子委托处理此案的斯伟江律师、丁锡奎律师在当局阻止下，未获准与被拘押的陈克贵见面。中国各地有13名律师公开表示愿意为陈克贵案辩护，其中之一的刘卫国律师表示，他们受到有关当局警告，不要受理此案。13人中的另一名律师陈武权则告诉路透社记者，广州律师协会在例行的年度律师证延期时“临时”取缔了他的律师证。自愿为陈克贵案工作的江天勇律师说，陈克贵案的最新进展显示，临沂政府及其背后的权力机构正在试图操纵陈光诚和陈克贵事件。日后，法广报道称，陈克贵“持刀行凶，伤害了至少一名便衣警官。当局曾以‘故意杀人罪’起诉陈克贵，后改为‘故意伤害罪’”。
11月30日，山东省沂南县人民法院对陈克贵故意伤害案进行了首次审理并当庭宣判，判处被告人陈克贵有期徒刑三年零三个月。其父陈光福未获准出庭。分析认为，当局之选择这一天作为"突击开庭"的日子，因为这一天刚好是陈光诚和陈光福的父亲去世10周年的忌日，作为家中长子的陈光福要去为老父亲上坟。同时选择在星期五下午开庭，临近周末的时候，媒体曝光的程度又要小于平时。宣判后，被告人陈克贵当庭表示不上诉。
12月1日，新华社对外发布消息，其他媒体转载。12月7日，美国民主党众议院领袖南希·佩洛西发表声明，谴责对陈克贵的不公正判决。
2013年4月24日，陈克贵的母亲以及叔叔陈光军被沂南检察院以涉嫌窝藏罪进行传唤。

## 备注
1. ↑  或出生于1979年